# A Christmas Carol (film fra 1908)
A Christmas Carol er en amerikansk stumfilm fra 1908.  Den blev produceret af Essanay Studios i Chicago, og var den første amerikanske filmatisering af Charles Dickens berømte fortælling af samme navn fra 1843 (Der findes en engelsk version, Scrooge, or, Marley's Ghost fra 1901). Tom Ricketts spillede hovedrollen som Ebenezer Scrooge i filmen, som anses for tabt.